# Leptura cordis
Leptura cordis es una especie de escarabajo longicornio del género Leptura, categorizada en la tribu Lepturini, de la subfamilia Lepturinae. Fue descrita por Hayashi & Villiers en 1985.

## Descripción
Mide 16 mm de longitud.

## Distribución
Se distribuye por Bangladés.